# Telenassa peruana
Telenassa peruana är en fjärilsart som beskrevs av Johannes Karl Max Röber 1914. Telenassa peruana ingår i släktet Telenassa och familjen praktfjärilar. Inga underarter finns listade i Catalogue of Life.